# Шатки
Шатки́ — поселок городского типа в Нижегородской области России, административный центр Шатковского района.
Население 8893 чел. (2021).
Расположен в 150 км к югу от областного центра города Нижнего Новгорода, на реке Тёше, на Нижегородско-Харьковском железнодорожном ходу и федеральной автодороге Р158 Нижний Новгород — Арзамас — Саранск — Исса — Пенза — Саратов.

## История
На территории Шатков первый человек появился в эпоху мезолита, в VIII—VI тысячелетиях до н. э.
Посёлок известен с XVI века под названием Шатковские ворота; построен как укреплённый пункт на засечной границе. Позже Шатки сложились как крупное торговое село. Статус посёлка городского типа присвоен 7 марта 1962 года.

## Этимология
Своё нынешнее название Шатки получили (по одной из версий) потому, что на данной территории проживало население, занимавшееся разбоем и именовавшееся «шатунами». По другой версии,  название населённого пункта объясняют тем, что ровная линия засечной границы с Ордой «отшатнулась» здесь от своего направления.
Новая версия происхождения названия населённого пункта связана с мордовским словом Сятко «уголёк». Название могло свидетельствовать о роде занятий жителей, которые выжигали древесный уголь, необходимый для обработки металла. В XVI веке здесь жила мордва (эрзяне).

## Население
| 1959  | 1970  | 1979  | 1989  | 2002  | 2008  | 2009  |
| ----- | ----- | ----- | ----- | ----- | ----- | ----- |
| 4847  | ↗5592 | ↗7934 | ↗9469 | ↗9879 | ↘9294 | ↘9229 |
| 2010  | 2011  | 2012  | 2013  | 2014  | 2015  | 2016  |
| ↗9652 | ↘9607 | ↘9369 | ↘9212 | ↘9049 | ↘8930 | ↘8879 |
| 2017  | 2018  | 2019  | 2020  | 2021  |       |       |
| ↘8796 | ↘8773 | ↘8625 | ↘8561 | ↗8893 |       |       |

## Образование
- Начальная школа;
- Средняя школа;
- Основная школа;
- Агротехнический техникум.
- Шатковская детская художественная школа"[20]

## Экономика
Завод нормалей, зерноперерабатывающий комплекс, хлебокомбинат, ПАО «Строитель», дорожно-строительное предприятие, деревоперерабатывающая мастерская, колбасный цех, АБЗ (асфальто-бетонный завод).
Функционирующие физкультурно-оздоровительные комплексы: ФОК «Атлант», лагерь им. Тани Савичевой, дом отдыха «Кипячий ключ», ДОЛ «Журавли».

## Предприятия
• ООО «Шатковский завод нормалей» — производственное предприятие, созданное в 1969 году для обеспечения крепежом приборостроительные предприятия авиационной промышленности. В настоящее время предприятие специализируется на выпуске крепёжных изделий стержневого типа из стали, латуни, алюминиевых сплавов с прямым и крестообразным шлицем диаметром 1-6 мм, а также гаек, шайб, гвоздей.
• Шатковский приборостроительный завод — производственное предприятие, работающее на рынке изготовления и продажи контрольно-измерительных приборов и метрологического оборудования с 1970 года.
• ПАО «Шатковский зерноперерабатывающий комплекс» — предприятие создано в 1938 году и ориентировано на выпуск комбикорма, крупы, муки.
• ПАО «Шатковская райсельхозтехника» — предприятие, созданное для ремонта автомобильных и тракторных двигателей, топливных и водяных насосов.
• «Хлебозавод» филиал Шатковского райпо — предприятие, созданное в 1968 году на базе Шатковского сельпо для производства хлеба, хлебобулочных изделий и кондитерских изделий.
• ПАО «Шатковский маслодельный завод» — предприятие, созданное в 1993 году для изготовления сливочного масла и сыра.
• Государственное предприятие «Шатковский лесхоз».

## Русская православная церковь
В посёлке расположена Троицкая церковь, при которой действует воскресная школа.
В советское время в здании церкви располагался клуб. Троицкая церковь была передана Нижегородской епархии в 1991 году. В 1996 году начались постоянные богослужения.
В 2011 году Нижегородской епархии был передан трёхпрестольный летний Казанский собор, в котором длительное время располагался приборостроительный завод. В соборе сохранились алтарная часть, кирпичная кладка, фрагменты лепнины и колонны.

## Достопримечательности
- В Шатках похоронена ленинградская школьница Таня Савичева — жертва блокады; страницы дневника девочки стали известны во всём мире. Мемориальный комплекс «Тане Савичевой и детям войны посвящается» был открыт в Шатках 7 мая 2010 года. Авторы скульпторы Т. Холуёв и А. Холуёва.
- В память о героях Великой Отечественной войны и детях, погибших в её дни, в Шатках сооружён мемориальный комплекс «Никто не забыт, Ничто не забыто». Он представляет собой комплекс, состоящий из скульптурного изображения женщины с младенцем на руках, стелы с датами войны и стены с памятными надписями. Установлены образцы военной техники, в том числе реактивный самолёт МиГ-17[24].
- Вблизи посёлка — на протяжении 20 км течения Тёши — располагается знаменитая Шатковская пойма с двумя минеральными источниками и восемью грязевыми озёрами.

## Фотогалерея
|  |  |  |  |
|  |  |  |  |
|  |  |  |  |
|  |  |  |  |